# Kate Bishop
Kate Bishop, nota anche come Occhio di Falco (Hawkeye), è un personaggio dei fumetti statunitensi pubblicati da Marvel Comics. Creata da Allan Hinberg (testi) e Jim Cheung (disegni), la sua prima apparizione avviene in Young Avengers (vol. 1) n. 1 (aprile 2005).

## Biografia del personaggio

### Origini
Nata a Manhattan, New York, da Derek e Eleanor Bishop, in una delle famiglie più ricche e potenti degli Stati Uniti, Kate cresce tra gli agi assieme alla sorella maggiore, Susan, divenendo a tratti una ragazzina viziata e snob, carattere in realtà costruitosi per mascherare il dolore dovuto alla perdita dell'amatissima madre a soli quattordici anni, fatto a seguito del quale il padre, per natura emotivamente distante, si allontana sempre di più dalle due figlie tentando di esorcizzare il dolore con una seconda moglie, Heather, ex-compagna di liceo di Kate con soli tre anni in più di lei.
La sola parente verso cui nutre affetto nonostante la grande differenza di carattere è la superficiale sorella maggiore, tanto da accettare di fare da damigella d'onore al suo matrimonio; una sera tuttavia, tornando a casa da sola dopo aver svolto le prove della cerimonia, Kate viene aggredita (e presumibilmente stuprata) nei pressi di Central Park. Inizialmente traumatizzata, Kate riesce a trarre forza dall'esperienza prendendo coscienza del valore della vita e decidendo di allenarsi intensivamente per diventare un'eroina e far sì che quanto accadutole non si ripeta né debba accadere ad altri.

### Giovani Vendicatori
Vari mesi dopo, durante il matrimonio della sorella, la Cattedrale di San Patrizio viene presa d'assalto da alcuni terroristi e il tentativo di soccorso dei neo-assemblati Giovani Vendicatori finisce per provocare un incendio ove essi stessi rimangono intrappolati. Proprio Kate, dimostrando grande risolutezza e intraprendenza, risolve la situazione evacuando sia i civili che gli inesperti supereroi rimanendo tanto colpita da seguirli fino all'ormai abbandonata magione dei Vendicatori, che essi usano come base improvvisata, pretendendo di unirsi alla squadra. Inizialmente il gruppo non la prende sul serio ma, poco dopo, la magione è attaccata da Kang il Conquistatore ed essa contribuisce a sconfiggerlo guadagnandosi ufficialmente un posto nel team.
Nel momento in cui Capitan America e Iron Man incitano il gruppo allo scioglimento rifiutandosi di riconoscerli o addestrarli senza prima avere l'autorizzazione dei loro genitori, Kate li sprona a ignorare tale monito finanziandoli e trovando loro una nuova base in uno stabile abbandonato di proprietà delle industrie paterne. Nel corso delle avventure con la squadra diviene molto amica di Stature e sviluppa una certa attrazione per Patriot tanto che, quando questi rimane ferito gravemente, essa incolpa Capitan America per essersi rifiutato di addestrarli a dovere, cosa che colpisce profondamente l'eroe a stelle e strisce, il quale incarica Jessica Jones di consegnare alla ragazza l'arco dell'allora creduto morto Occhio di Falco (la sola altra persona a essersi mai erta in tal modo contro di lui) affinché ne porti avanti la memoria.
Kate accetta divenendo dunque la seconda Occhio di Falco.

### Civil War
Durante la guerra civile dei superumani Kate e i Nuovi Vendicatori sono inizialmente listati tra i 142 supereroi che hanno deciso di registrare la propria identità al governo ma, apparentemente, in seguito decidono di cambiare schieramento entrando in clandestinità. Finita la guerra prendono infatti parte al funerale di Capitan America venendo poi inseguiti dal nuovo Capitan America nominato da Stark (il presunto deceduto Clint Barton). Ignorando l'identità dell'uomo, Kate lo accusa di stare disonorando la memoria dell'eroe indossandone il costume, dicendo che essa ha assunto il nome di "Occhio di Falco" per onorarne la memoria ma non ne ha imitato la divisa poiché sarebbe stata una vergogna e che, se Barton fosse vivo, si sarebbe chiamata in un altro modo.
Commosso, l'eroe la lascia fuggire e, tornato da Stark, gli restituisce il costume di Capitan America, colpevolizzandolo per quanto è successo e per il suo ruolo a sostegno dell'Atto di Registrazione dei Superumani. In un secondo momento, Clint (assunta l'identità di Ronin) avvicina Kate, cedendole ufficialmente il nome di Occhio di Falco.

### Secret Invasion e Assedio
Nel corso delle prime fasi dell'invasione segreta, Kate e i Giovani Vendicatori respingono la prima ondata di Skrull nel cuore di New York. In seguito il gruppo si unisce alla squadra anti-skrull capeggiata da Nick Fury prendendo parte alla battaglia finale.
Durante l'assedio ad Asgard di Norman Osborn, Kate e i Giovani Vendicatori si alleano con Secret Warriors e Nuovi Vendicatori per fermarlo. In tale occasione la ragazza rischia la vita rimanendo intrappolata assieme a Patriot sotto un cumulo di macerie provocato da Sentry.

### Età degli eroi
Sopravvissuta all'esperienza, Kate viene nuovamente avvicinata da Clint Barton il quale, pur avendo riassunto l'identità di Occhio di Falco, le conferma che può continuare a servirsi del suddetto nome in codice ironizzando che "il mondo è abbastanza grande per entrambi", Successivamente si reca a Latveria assieme ai Vendicatori per scoprire cosa ne è stato di Wanda Maximoff.
Tempo dopo il padre le taglia i fondi costringendola a guadagnarsi da vivere autonomamente, motivo per il quale inizia a lavorare come investigatrice privata, dapprima assieme a Clint e poi in proprio, trasferendosi da New York a Los Angeles ed iniziando un'aspra rivalità con Madame Masque.

## Poteri e abilità
Kate Bishop è dotata di ottime capacità coordinative e di una mira straordinaria, abilità che la rendono una formidabile arciere. Grande esperta di combattimento corpo a corpo, Kate è una campionessa di boxe e jujitsu finemente addestrata anche nell'arte della scherma e in diverse altre tecniche di spada.
Come Occhio di Falco, è dotata di un arco balistico ipertecnologico di una faretra più ampia del normale e di una serie di frecce speciali costruitele da Pantera Nera.

## Altre versioni

### La Crociata dei Bambini
Nel futuro alternativo visto in La Crociata dei Bambini, Kate Bishop (Occhio di Falco) è un membro dei Vendicatori nonché moglie di Tom Shepherd (Quicksilver) da cui ha avuto due gemelli.

### Ultimate
Nell'universo Ultimate, Kate Bishop è una tredicenne goth compagna di classe di Miles Morales che, seppur ricorrente, è a lungo rimasta innominata. Dopo aver passato un anno insieme alla Brooklyn Visions Academy lei e Miles, ora quattordicenni, diventano una coppia. Come tutta la sua famiglia Kate è un membro dell'Hydra fermamente convinta che, in fondo, le ideologie dell'organizzazione possano migliorare il mondo, motivo per il quale, quando il giovane le rivela la sua identità segreta, essa è combattuta tra l'amore che prova per lui e la fedeltà alla causa, decidendo di riflettere e stare senza vederlo per varie settimane cercando conforto rivela tale segreto alla sorella maggiore, Misha, che però lo riferisce subito al padre il quale di conseguenza tende una trappola a Miles, recatosi a casa dei Bishop poiché preoccupato per Kate, catturando lui e la sua famiglia per poi torturarli assieme al Dottor Destino nonostante la contrarietà di Kate. Dopo essersi liberato e aver sconfitto sia Destino che i Bishop, Miles si lascia con Kate.

## Altri media

### Marvel Cinematic Universe
Kate Bishop compare all'interno del Marvel Cinematic Universe, interpretata dalla cantante Hailee Steinfeld e doppiata da Emanuela Ionica (mentre da bambina è impersonata da Clara Stack e doppiata da Sofia Fronzi in Hawkeye).
- Una variante alternativa di Kate Bishop adulta in stile western compare nella terza e ultima stagione della prima serie animata dell'MCU What If...? (2021).
- Kate Bishop compare ufficialmente nella miniserie televisiva del Marvel Cinematic Universe Hawkeye (2021), dove prende il ruolo di Occhio di Falco da Clint Barton.[32] Qui è la figlia di Eleanor Bishop, l'amministratrice delegata di Bishop Security, e Derek Bishop, morto nel corso della tentata invasione aliena a New York. Durante l'evento, la giovane Kate è stata salvata da Clint Barton e si è ispirata negli anni seguenti a dedicarsi al tiro con l'arco e a partecipare agli sport da combattimento. All'età di 22 anni, durante il periodo natalizio, viene coinvolta con la banda criminale chiamata "mafia in tuta", che la porterà ad incontrare il suo idolo, Barton, e accompagnarlo che lui lo voglia o no nell'affrontare questi criminali e il loro capo, Wilson Fisk / Kingpin.
- Kate compare brevemente in cameo alla fine del film The Marvels (2023), dove Kamala Khan / Ms. Marvel le propone di unirsi ad una nuova squadra di giovani supereroi.
- Una variante alternativa di Kate Bishop è apparsa anche nella quinta serie animata dell'MCU Marvel Zombies (2025).

### Televisione
- Kate Bishop compare nella serie animata Avengers Assemble.

### Videogiochi
- Kate Bishop compare in Marvel Heroes.
- Kate Bishop è un personaggio giocabile in Marvel: Avengers Alliance.
- Kate Bishop compare in LEGO Marvel's Avengers.
- Kate Bishop è un personaggio giocabile in Marvel's Avengers (2020)